# Copaifera piresii
Copaifera piresii är en ärtväxtart som beskrevs av Adolpho Ducke. Copaifera piresii ingår i släktet Copaifera, och familjen ärtväxter. Inga underarter finns listade i Catalogue of Life.